# Adrenèrgic d'acció central
Els adrenèrgics d'acció central són hipotensors.
Fàrmacs comercialitzats al mercat espanyol:
- Clonidina (Catapresan, en col·liri: Iopimax)
- Metildopa (Aldomet)